# Frank Ghent
Frank Ghent, né le 13 octobre 1897 à Athlone et mort le 21 octobre 1965 dans la même ville, est un footballeur international irlandais. Il joue au poste d'attaquant à Athlone Town et participe aux Jeux olympiques d'été de 1924 à Paris sous les couleurs de l'État Libre d'Irlande.

## Biographie
On ne sait quasiment rien de sa vie et donc de sa carrière sportive.
Il participe au lancement du nouveau championnat irlandais. Il remporte en 1924 la Coupe d'Irlande de football 1923-1924 après avoir battu le Bohemian FC et le Shelbourne FC dans les premiers tours et le Fordsons Football Club en finale. Ce résultat lui permet de se mettre en avant et est sélectionné avec cinq autres joueurs d'Athlone, Dinny Hannon, Tommy Muldoon, Paddy Reilly et John Joe Dykes, pour représenter le nouvel État irlandais. Il participe aux Jeux olympiques d'été de 1924 à Paris au mois de juin.
Ghent ne joue pas la première rencontre des Jeux olympiques contre la Bulgarie mais est titularisé pour le quart de finale contre les Pays-Bas. Les Néerlandais s'imposent 2-1 après prolongation. Il marque le seul but irlandais de la rencontre. Le lendemain de sa défaite, l'équipe irlandaise dispute un match amical contre l'Estonie remporté 1-0. Il est de nouveau titulaire et marque de nouveau. Il s'agit de sa deuxième et dernière sélection internationale.
Son statut d'international irlandais n'a été reconnu par la fédération d'Irlande de football qu'en 2024 soit cent ans après des deux sélections,.

## Palmarès
- Avec Athlone Town
  - Vainqueur de la Coupe d'Irlande de football 1923-1924